# UFC 46
UFC 46: Supernatural는 2004년 1월 31일에 미국 네바다주에서 개최된 UFC 경기이다.

## 같이 보기
- UFC
- UFC 대회 목록